# Maria Attanasio
Maria Attanasio (Caltagirone, 2 febbraio 1943) è una poetessa e scrittrice italiana, autrice di romanzi e di saggi.

## Biografia
Nativa di Caltagirone, ha esercitato l'attività di insegnante di storia e filosofia al civico liceo classico Secusio (di cui fu altresì allieva) e che ha anche diretto per qualche anno. Ha militato nel Partito Comunista Italiano e ha sempre rivendicato l'appartenenza a tale fede politica.
Dedicatasi alle lettere fin dall'adolescenza (dapprima alla poesia e poi, nei primi anni 1990, su sollecitazione dell’editrice e amica Elvira Sellerio, anche alla prosa), ha fortemente legato la propria produzione alla propria città natale (trasposta nell'immaginaria Calacte), alla Sicilia e al proprio retroterra ideale, ponendosi in continuità ideale con l'eredità delle grandi firme della letteratura regionale, sulle quali spicca Sebastiano Addamo, che praticò e considera suo maestro di vita e scrittura. 
Suoi testi poetici, narrativi e saggistici sono apparsi su riviste e antologie, nazionali e internazionali, nonché tradotti in altre lingue.

## Opere

### Poesia
- Interni (Quaderno della Fenice n. 43, Guanda, 1979)
- Nero barocco nero (Quaderni di Galleria, Sciascia 1985, finalista nella prima edizione del Premio Dessì); tradotto in spagnolo da Miguel Angel Cuevas, è stato pubblicato nel 2013 da La Carboneria (Siviglia) insieme alla plaquette Del rosso e nero verso
- Eros e mente (con nota introduttiva di Milo De Angelis, ed. La Vita Felice, 1996).
- Amnesia del movimento delle nuvole (con nota introduttiva di Giancarlo Majorino, ed. La Vita Felice, 2003; Premio Lorenzo Montano); tradotto in inglese da Carla Billitteri, è stato pubblicato da Litmus Press (New York) nel 2014.
- Del rosso e nero verso (Ed. Il Faggio 2007, con la riproduzione di otto formelle di Vannetta Cavallotti)
- Di dettagli e detriti (Almanacco dello Specchio, Mondadori, 2010)
- Blu della cancellazione (con nota introduttiva di Antonella Anedda, ed. La Vita Felice, 2016, a cui nel 2017 sono stati attribuiti il Premio Brancati-Zafferana e il Premio internazionale Gradiva di New York)

### Narrativa
- Correva l'anno 1698 e nella città avvenne il fatto memorabile (Sellerio 1993; premio opera prima Pirandello di Agrigento e premio L'isola di Arturo-Elsa Morante di Procida)
- Piccole cronache di un secolo (Sellerio 1998, con Domenico Amoroso)
- Di Concetta e le sue donne (Sellerio 1999, premio Sciascia-Racalmare), in corso di traduzione e pubblicazione in Francia; riduzione teatrale del testo di Nicoleugenia Prezzevento, allestita e inscenata dall’Associazione Nave Argo
- Il falsario di Caltagirone, notizie e ragguagli sul curioso caso di Paolo Ciulla (Sellerio 2007, supervincitore del Premio Elio Vittorini)
- Dall’Atlante agli Appennini (Ed. Orecchio Acerbo, premio Martoglio 2008)
- Il condominio di Via della Notte (Sellerio 2013, finalista Premio Stresa).
- La ragazza di Marsiglia (Sellerio 2018, premio Alessandro Manzoni per il romanzo storico, premio internazionale città di Como, premio Basilicata, premio Maria Messina, premio I quattro elementi - finalista ai premi Acqui Storia sez. romanzo storico, Rapallo per la Donna Scrittrice, Asti d’Appello)
- Lo splendore del niente e altre storie (Sellerio 2020, premio Chiara 2020).

### Saggistica
- Scuola e sistema mafioso (Ed. Tringale, 1983)
- Della città d'argilla (Ed. Mesogea, 2012)

## Premi e riconoscimenti
- 2000 - Premio letterario Racalmare Leonardo Sciascia per Di Concetta e le sue donne,[1]
- 2004 - Premio Lorenzo Montano per Amnesia del movimento delle nuvole (in precedenza, aveva raggiunto la finale di questo premio nel 1996 e nel 1998)[2]
- 2007 - Premio Vittorini per Il falsario di Caltagirone;[3]
- 2008 - Premio letterario internazionale Nino Martoglio, per Dall'Atlante agli Appennini,[4]
- 2017 - Premio Brancati per Blu della cancellazione,[5]
- 2018 - Premio Letterario Internazionale Alessandro Manzoni - Città Di Lecco per La ragazza di Marsiglia,[6]
- 2020 - Premio Chiara per Lo splendore del niente e altre storie[7]